# پاورز لیک (داکوتای شمالی)
پاورز لیک(به انگلیسی: Powers Lake) شهری در ایالت داکوتای شمالی کشور ایالات متحده آمریکا است که جمعیت آن در سرشماری سال ۲۰۱۰ میلادی، ۲۸۰ نفر بوده‌است.